# Zecerstwo

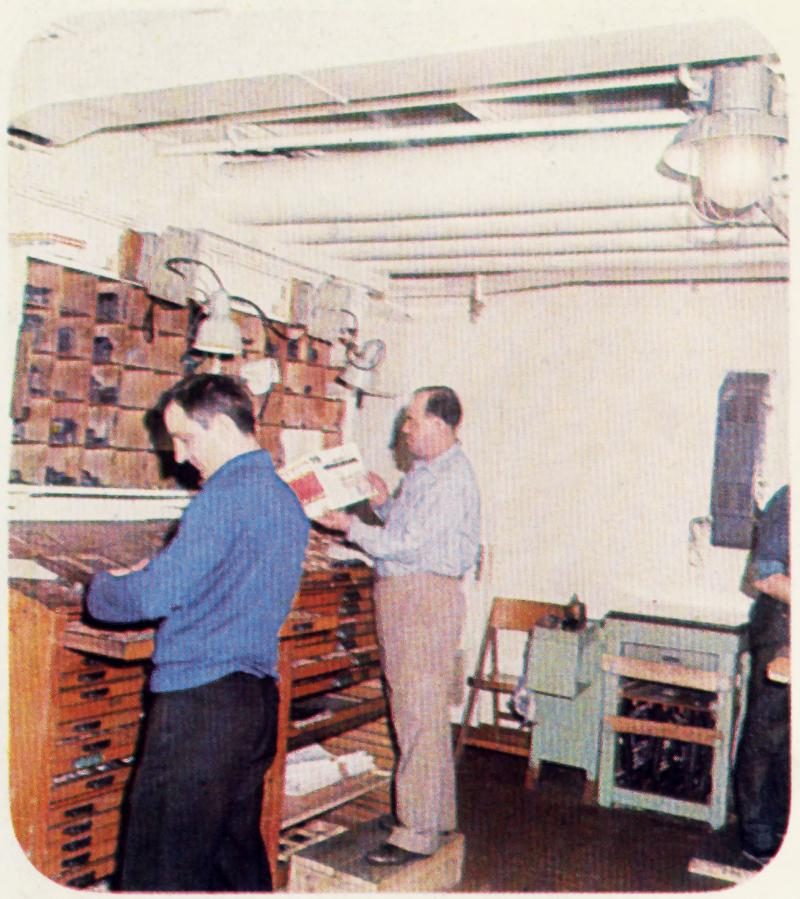
Zecerzy przy kasztach ok. 1970 r.
Drukarnia na transatlantyku TSS Stefan Batory.

Zecerstwo – dział poligrafii zajmujący się ogółem czynności prowadzących do uzyskania obrazu kolumn publikacji gotowych do druku. Dzieli się na dwie podstawowe fazy: skład i łamanie (a także równoległe z nimi nadawanie korekty). Skład to samo utworzenie tekstu, a łamanie to wprowadzenie tekstu na kolumny i połączenie go tam z materiałem ilustracyjnym. Od czasów Jana Gutenberga do końca XIX wieku zecerstwo polegało na układaniu pojedynczych czcionek wraz z innymi elementami graficznymi. Prace zecerskie usprawniło wynalezienie odlewarek do całych rzędów tekstu – wierszy linotypowych, jak i wprowadzenie szeregu innych metod automatyzujących pracę zecerni (tastry i odlewarki monotypowe), a następnie wprowadzenie fotoskładu i wreszcie DTP.
Spośród zawodów zecerskich można wyróżnić dwa podstawowe:
- zecer (składacz, w żargonie zwany także dzięciołem) – osoba tworząca skład zecerski, czyli składająca teksty (a także tabele)
- metrampaż (łamacz) – osoba wykorzystująca ten skład do formowania kolumn.

Podział ten był o tyle istotny, że sam proces ułożenia z fizycznych elementów całego tekstu był na tyle pracochłonny, że odbywał się poza kolumną, bezpośrednio na blacie stołu zecerskiego. Ze składu zecerskiego robiono odbitki kontrolne (szczotki), nanoszono korektę i, dopiero gdy tekst był gotowy, włamywano go na kolumny, dzieląc (łamiąc) szpaltę na łamy i formując z nich kolumny, układając je z resztą justunku oraz z różnego rodzaju elementami stanowiącymi materiał ilustracyjny.
Zecerstwo, jako ogół materialnych procesów przetwarzania tekstu, jest terminem historycznym wypartym dzisiaj przez procesy niematerialne zwane elektronicznym składem i łamaniem publikacji lub określane skrótem pochodzącym z języka angielskiego – DTP.